# محمية عين الزانة (تونس)
محمية عين الزانة هي محمية طبيعية أُنشئت عام 1993 وتُغطي مساحة 47 هكتارًا، وتقع في ولاية جندوبة شمال غرب تونس.
تتميز المحمية باحتوائها على شجر بلوط الأفراس المهدد بالانقراض.